# Le Baiser (Rodin)
Pour les articles homonymes, voir Le Baiser.
Le Baiser (initialement appelée Francesca da Rimini) est une sculpture représentant un couple enlacé, créée vers 1881 par Auguste Rodin, initialement comme motif pour La Porte de l'Enfer. Sa première version de grande taille en marbre date de 1889, à l'occasion d'une commande de l'État français pour l'Exposition universelle.
Ne sachant pas lui-même tailler le marbre, Rodin a supervisé la réalisation de trois sculptures en marbre du Baiser, après en avoir réalisé une maquette en terre. La première, taillée par Jean Turcan, est exposée au musée Rodin de Paris ; la seconde, de Rigaud, se trouve à la Tate Gallery ; et la troisième, sculptée par Emmanuel Dolivet, est à la Ny Carlsberg Glyptotek de Copenhague.
De nombreuses versions plus petites du Baiser existent en plâtre, terre cuite et bronze.

## Description
Le Baiser représente Francesca da Rimini et Paolo Malatesta, deux personnages de l'Enfer (Divine Comédie) de Dante. 
Dans le livre de Dante, Paolo et Francesca sont surpris et assassinés par Gianciotto Malatesta, le frère de Paolo et mari de Francesca, pendant qu'ils lisent ensemble l'histoire de Lancelot et la reine Guenièvre. Dans la sculpture du Baiser, Paolo tient ce livre à la main.
L'œuvre fut d'abord appelée Francesca da Rimini. Mais quand les critiques d'art virent la sculpture en 1887, ils suggérèrent un titre moins spécifique : Le Baiser.[réf. souhaitée]

## Historique
Le Baiser est, à l'origine, un des très nombreux motifs de son œuvre monumentale La Porte de l'Enfer, représentant la Divine Comédie de Dante Alighieri. La porte, commandée par l'État français pour le futur musée des arts décoratifs de Paris (dont la construction était prévue à l'emplacement de l'actuel musée d'Orsay à Paris), n'est aboutie que bien plus tard à la suite de l'abandon du projet de musée.
Le Baiser s'affranchit du projet de la Porte en 1888, lorsque le gouvernement français en commande à Rodin une première réalisation en marbre.
La sculpture apparut pour la première fois au Salon de Paris en 1898. Elle fut si populaire, que le fondeur Ferdinand Barbedienne proposa à Rodin un contrat pour en éditer des réductions en bronze que Rodin qualifiera de "bibelots".
Le couple est plus tard[Quand ?] séparé de la porte, et remplacé par deux amants dans la colonne inférieure droite.

### Méthode de travail

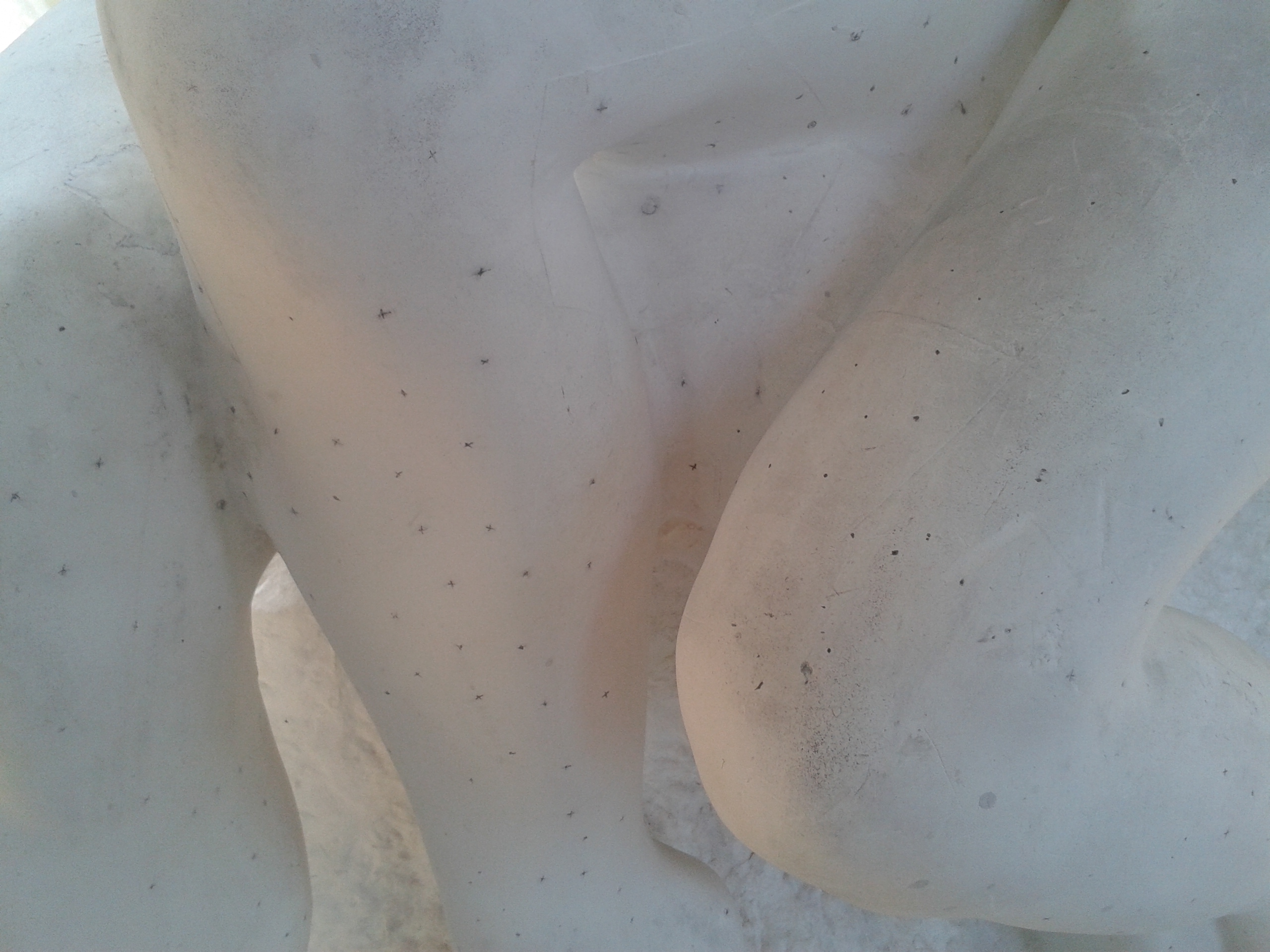
Rodin - Les points justes au crayon pour l'exécution du marbre par le praticien, sur les genoux du plâtre original sur plâtre grand modèle du Baiser vers 1888-1889, musée Rodin-Meudon

La méthode utilisée par Rodin pour faire ses sculptures de grande taille consistait à employer des sculpteurs-praticiens, qui réalisaient à partir de la maquette en terre qu'il avait modelée, une ou plusieurs versions en plâtre à différentes échelles.
Puis Le Baiser a  été réalisé en plâtre à l'échelle 1 (version du musée Rodin-Meudon, ou l'on peut voir les croix et repères des metteurs au points), qui dégrossissent le bloc de marbre, avant d'être achevé et poli par des praticiens spécialisés : Turcan, Rigaud, ou Dolivet.
Rodin ne sachant pas tailler le marbre, lui-même, il accompagne le travail de ses assistants et peut à l'occasion le corriger ou intégrer les trouvailles de ses sculpteurs.

Cette méthode de travail a été reprochée à Rodin : 

« Les reproches portent essentiellement sur la prétendue incapacité de Rodin à se confronter à la matière. Confrontation dans laquelle résiderait, d’après ses détracteurs, le vrai travail de l’artiste. Léon Gauchez, l’un des plus virulents d’entre eux, l’exprime très clairement dans un article consacré au Salon de 1901 qu’il signe de son nom de plume Paul Leroi. Il y célèbre le talent du praticien, ici Jean Escoula, qu’il oppose à l’incompétence du sculpteur, implicitement Auguste Rodin : "Maints sculpteurs, de plus de célébrité que de talent, s’empressent de devenir ses clients assidus ; parmi ceux-là il en est qui complètement incapables de s’attaquer au marbre, poussèrent le sans gêne jusqu’à livrer d’informes esquisses à M. Escoula; celui-ci prenant modèles, créa en réalité de toutes pièces des œuvres que ces impuissants signèrent sans vergogne de leur seul nom" »

Ainsi avant de créer la version en marbre, Rodin a produit plusieurs sculptures plus petites en plâtre, terre cuite et bronze.

## Réalisations
Au total, trois marbres du Baiser ont été réalisés du vivant de Rodin.
Le premier, commandé par le gouvernement français, a été sculpté par Jean Turcan. Il a été récupéré en Allemagne après la Seconde Guerre mondiale, et se trouve maintenant dans le musée Rodin à Paris.
Un deuxième, datant de 1901-1904, est conservé par la Tate Gallery à Londres. Ce marbre a été réalisé par Rigaud, à la suite d'une commande d'Edward Perry Warren.
Une troisième version a été mandatée par le collectionneur danois Carl Jacobsen, et se trouve dans la Ny Carlsberg Glyptotek de Copenhague. Ce marbre a été sculpté par Emmanuel Dolivet.
Une quatrième version en marbre, réalisée en 1929, après la mort de Rodin, est conservée à Philadelphie. On la doit au sculpteur Henri-Léon Gréber, et elle mesure 182 cm de hauteur.
De nombreuses versions plus petites existent, notamment au musée Rodin. Une réalisation en plâtre (1888-1889) se trouve aussi au musée Rodin de Meudon.

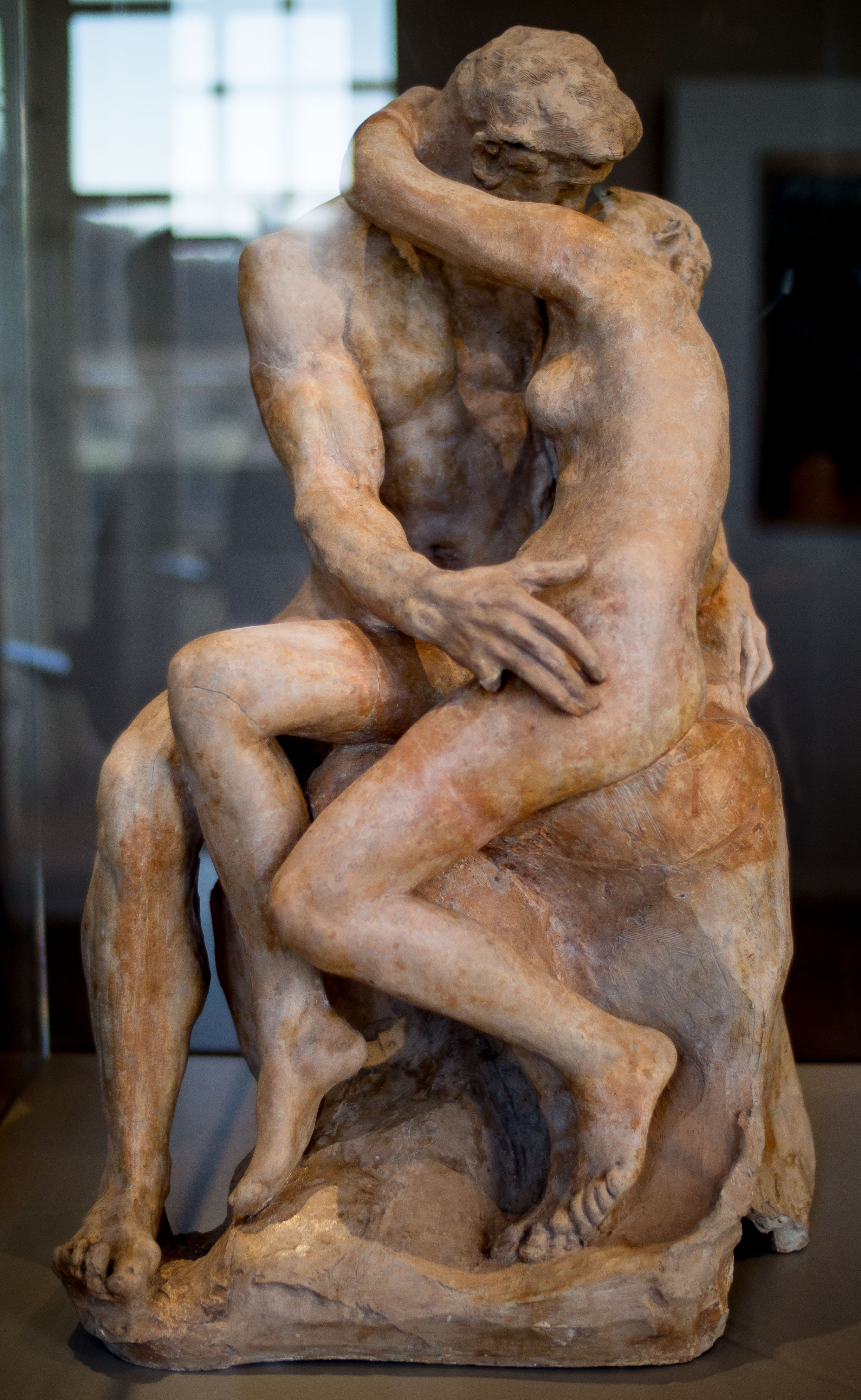
Le Baiser, terre-cuite, original de Rodin vers 1881-1882, musée Rodin, Paris.
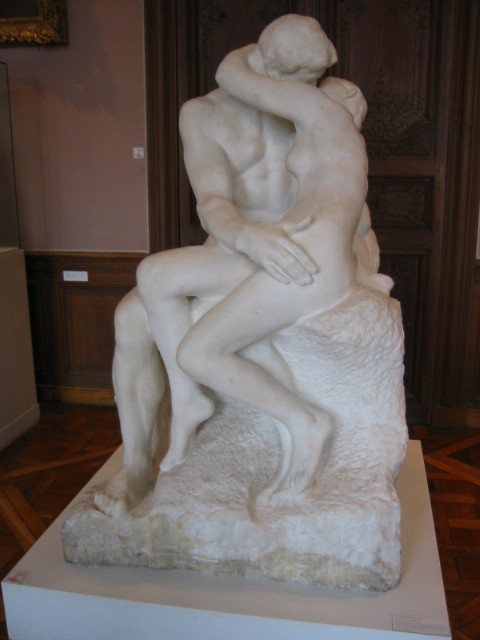
Le Baiser, marbre signé de Rodin pratique de Jean Turcan,1889, musée Rodin, Paris.
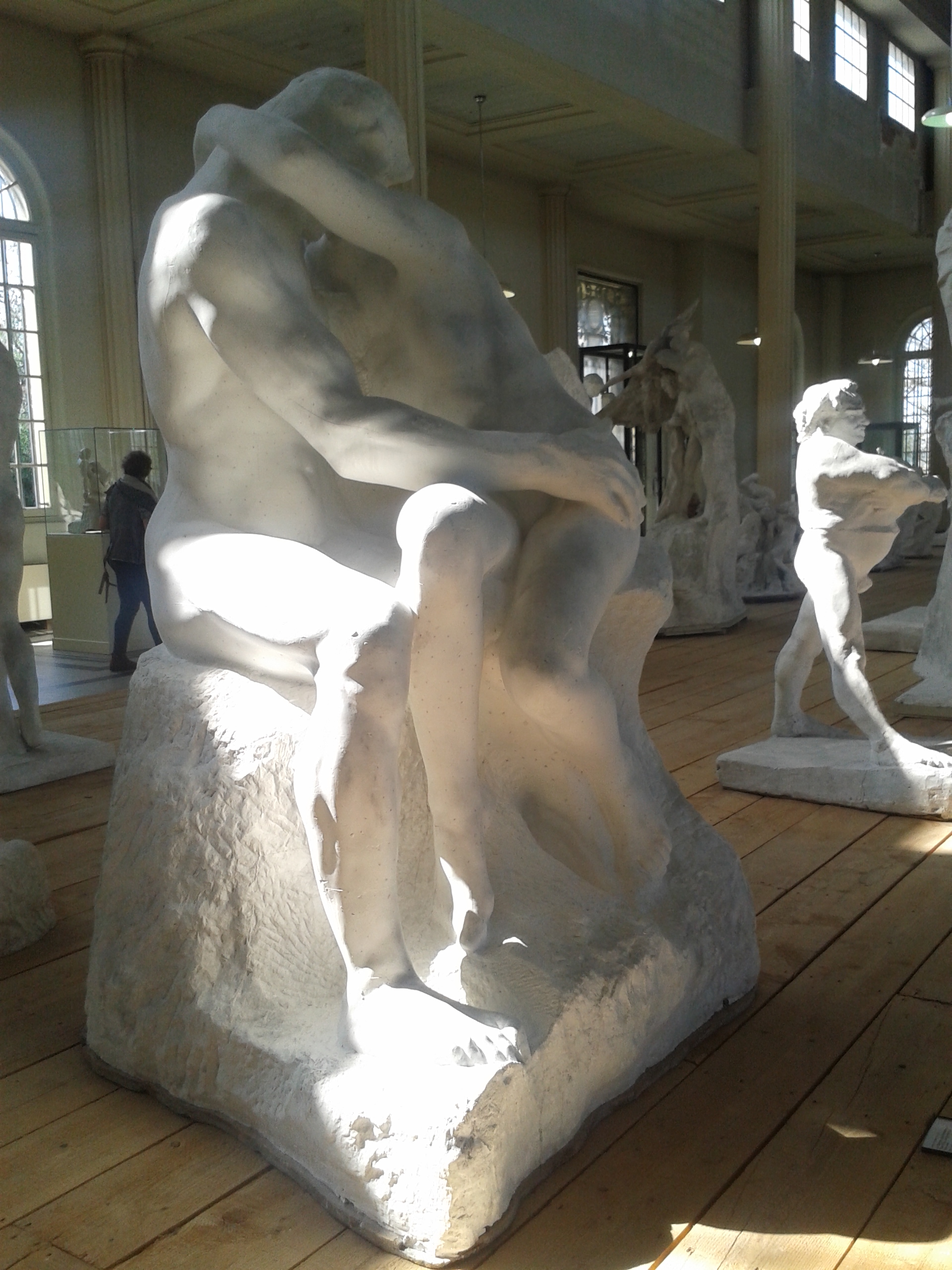
Rodin plâtre du Baiser - grand modèle vers 1888-1889. Musée Rodin-Meudon.
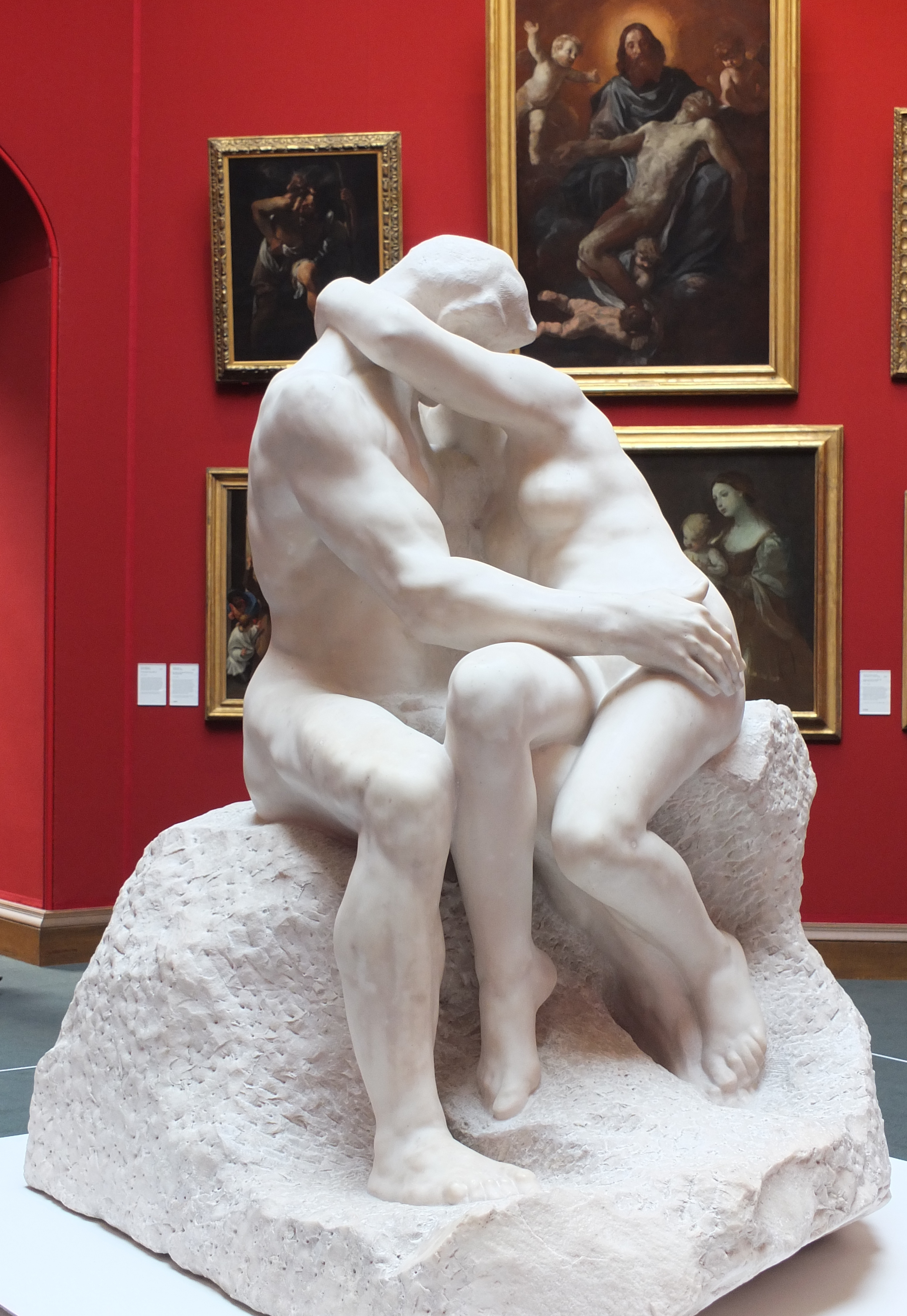
Le Baiser, la seconde version en marbre pratique de Rigaud, v. 1901-04.
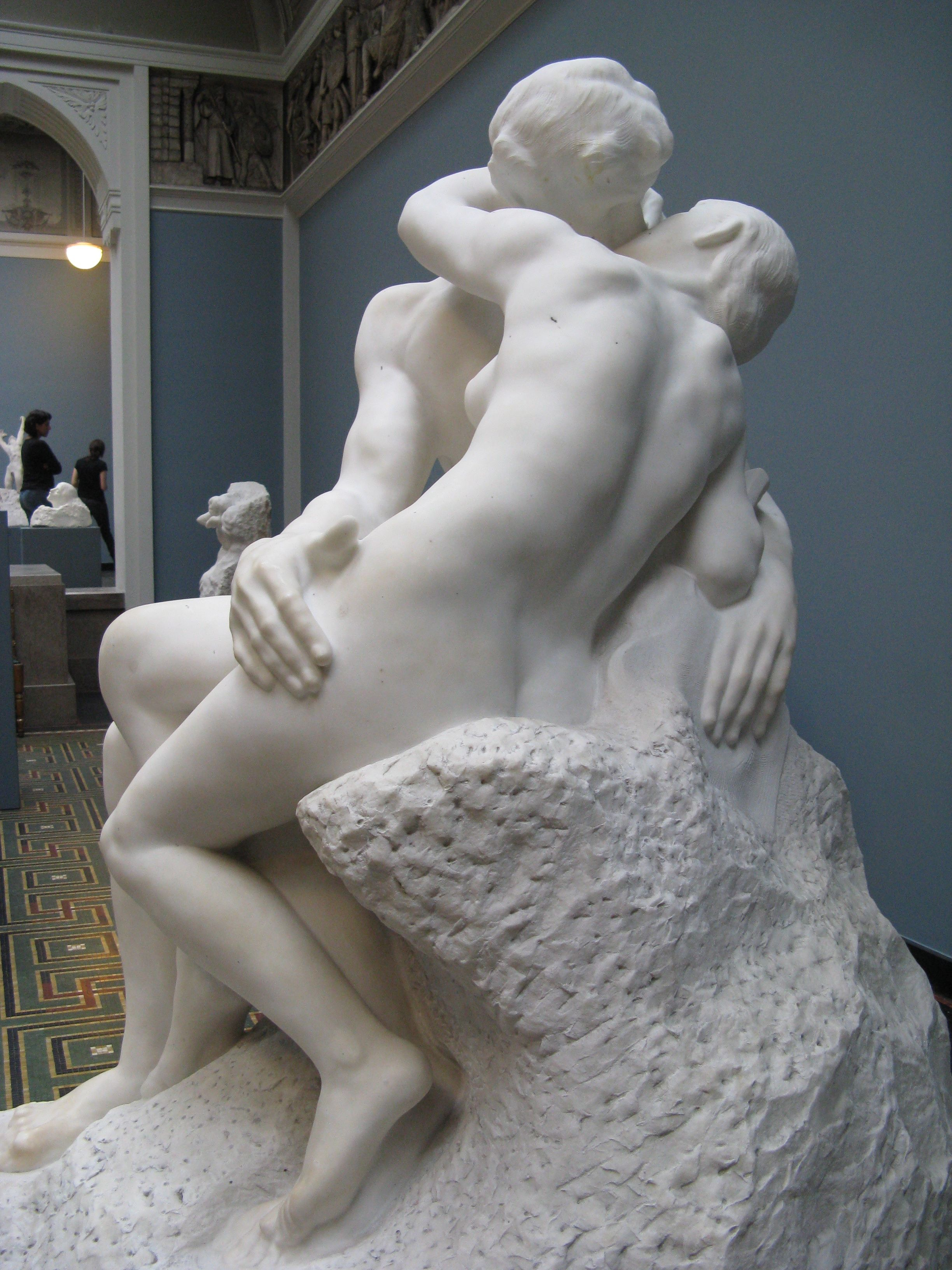
Marbre signé de Rodin pratique de Emmanuel Dolivet, Copenhague, v. 1904.
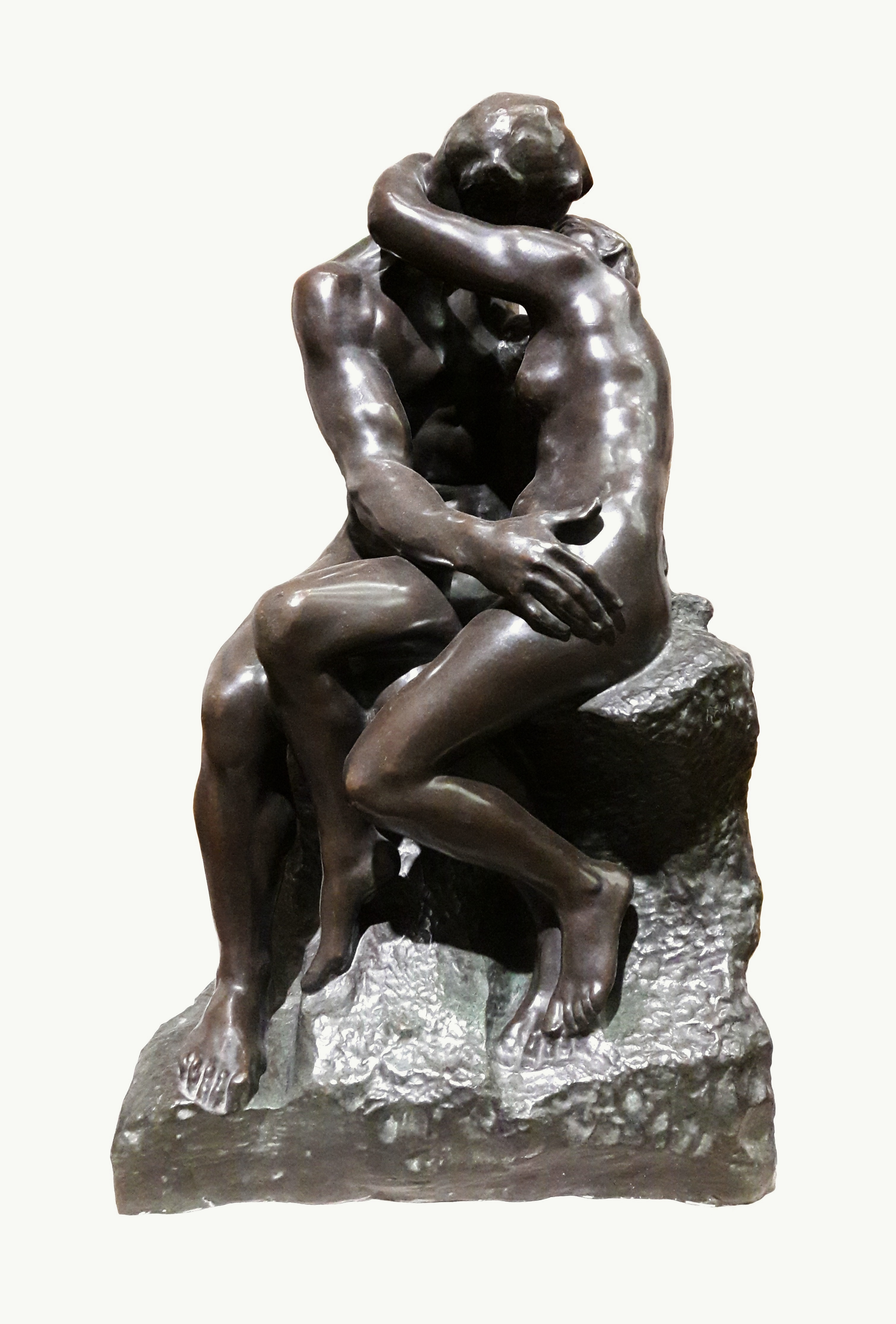
Le Baiser, 1898-1918, version en bronze moulée par Ferdinand Barbedienne, musée national de Varsovie.
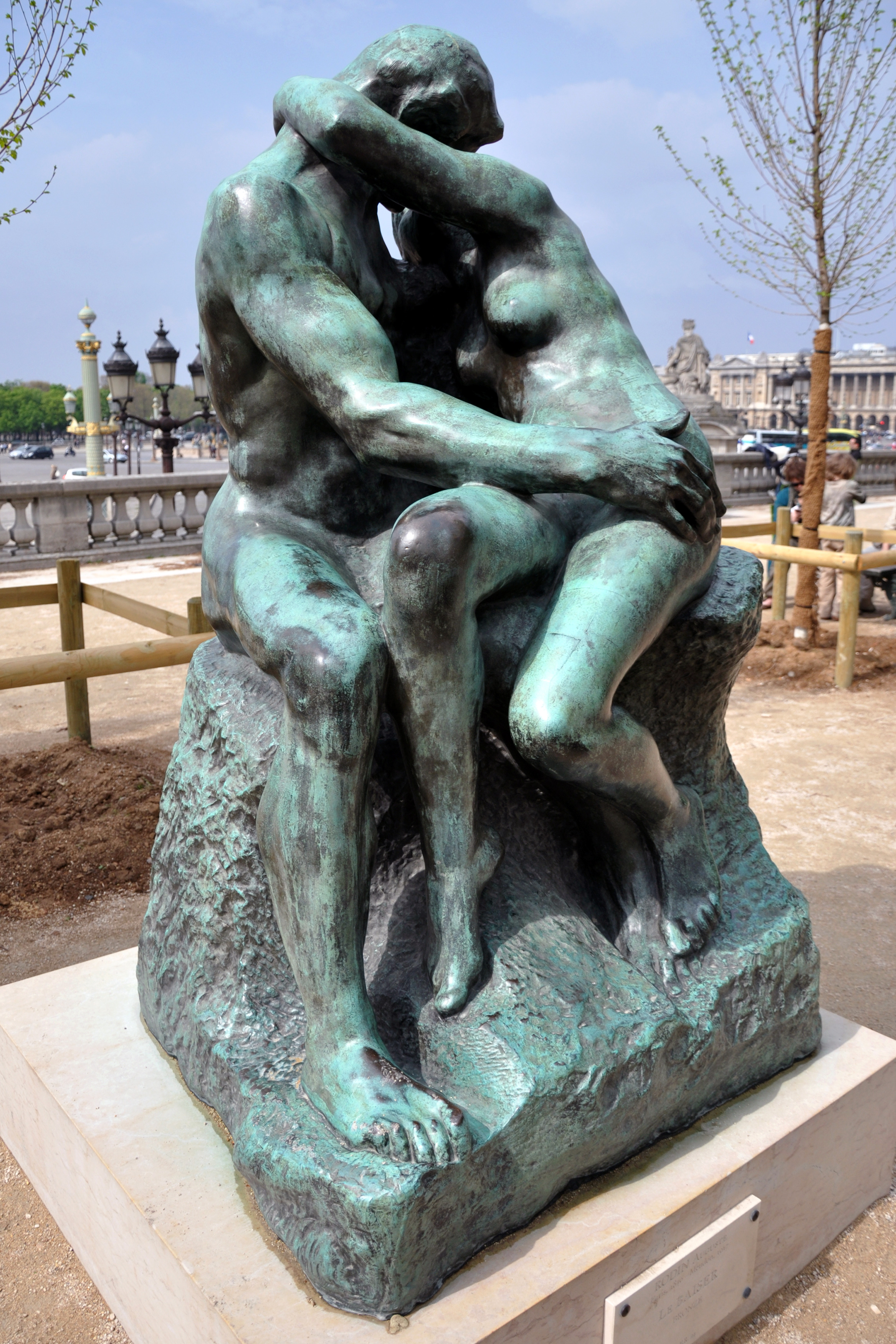
Le Baiser dans le jardin des Tuileries à Paris - bronze[5].
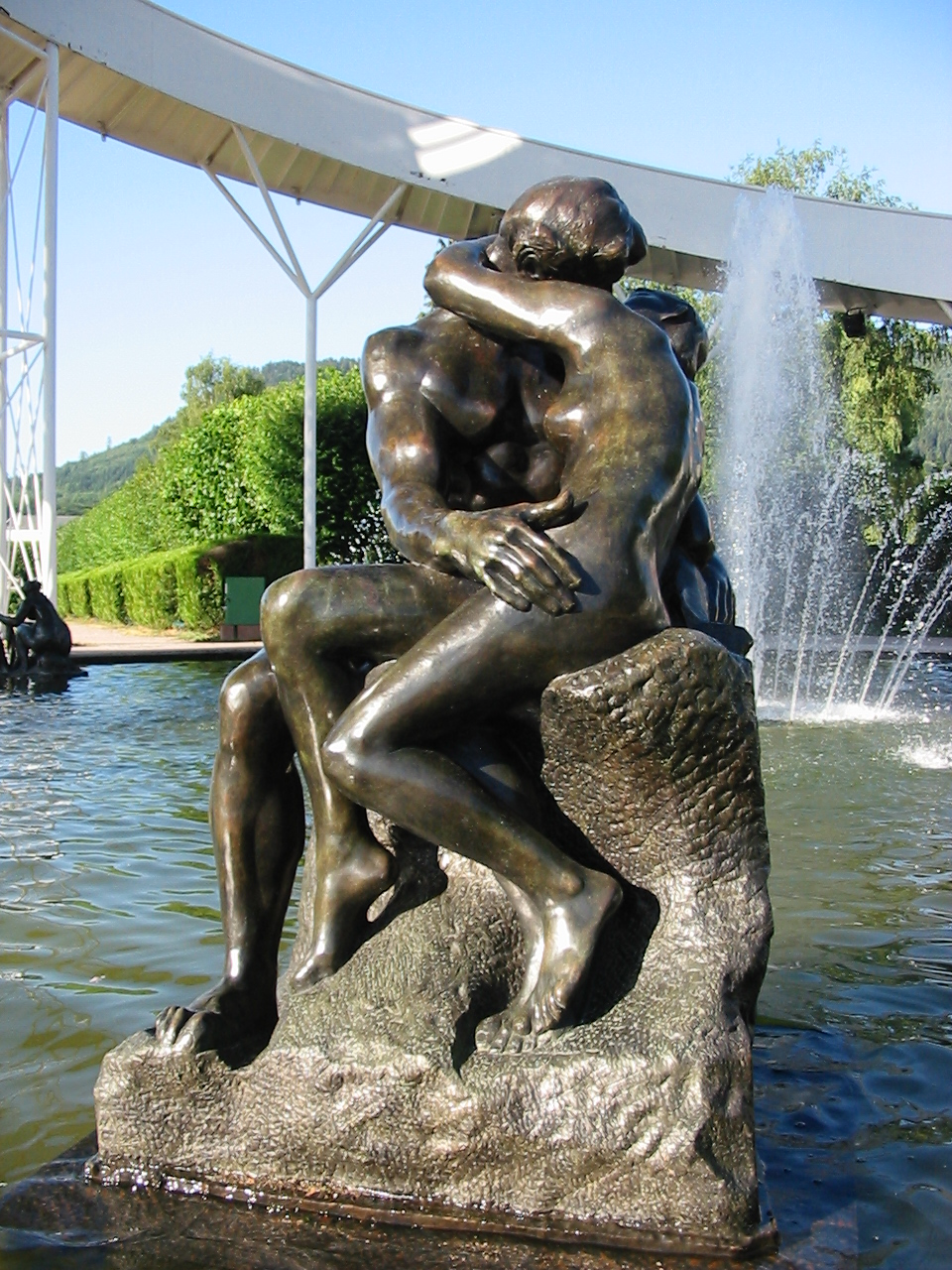
Exposition temporaire bronze.